# David Vázquez Martínez
David Vázquez Martínez (Tucumán, 24 de marzo de 1930 - Madrid, 15 de febrero de 1986) fue un profesor universitario bioquímico español, especialista en biología molecular y microbiología.

## Biografía
Nació el 24 de marzo de 1930 en la ciudad argentina de Tucumán hijo de inmigrantes asturianos naturales de Laviana. En 1932 regresan a Asturias. Realiza sus estudios licenciándose en Farmacia en 1954 en la Universidad de Madrid (premio Fin de Carrera) y doctorado en química en 1959, de Ciencias Químicas en la Universidad de Oviedo en 1957 y en el Reino Unido, donde amplió estudios en la Universidad de Cambridge doctorándose en 1965.
Después de sus primeras investigaciones sobre microbiología en París, Reading y Cambridge, en 1963 se incorpora al Consejo Superior de Investigaciones Científicas (CSIC) en el ámbito de la biología molecular junto a Alberto Sols García y Manuel Losada Villasante. Sus trabajos se centran en los mecanismos de síntesis biológica de las proteínas y su acción en los antibióticos. En 1967 fue nombrado investigador científico del CSIC y en 1971 profesor de investigación, la máxima categoría en el organismo científico.
Profesor y Director del Departamento de Microbiología de la Facultad de Ciencias de la Universidad Autónoma de Madrid, estuvo siempre interesado en la divulgación, organizando diversos simposios internacionales así como diferentes estudios publicados en revistas nacionales e internacionales.
En 1985 le fue concedido el Premio Príncipe de Asturias de Investigación Científica y Técnica, junto con el ingeniero Emilio Rosenblueth. Contrae matrimonio con Rosario Santiago en 1967 y tienen tres hijos. Muere el 15 de febrero de 1986 en una clínica de Madrid.

### Homenajes
Diversas instituciones le rindieron diferentes homenajes y colaboraron para erigir un monumento en su honor en la Plaza Setsa de La Felguera (Asturias) en 1989, ciudad por la que había profesado gran cariño y en la que abrió una afamada farmacia en el barrio de La Pomar. El instituto de Pola de Laviana lleva su nombre así como una calle y un aula del IES Santa Bárbara en La Felguera.

#### Obras biográficas
- VVAA "David Vázquez 1930-1986. De la sidra a los antibióticos" Scd. de Festejos y Cultura San Pedro. La Felguera 1989.